# La diseducazione di Cameron Post (libro)
La diseducazione di Cameron Post (The Miseducation of Cameron Post) è un romanzo di formazione di Emily M. Danforth pubblicato nel 2012. La storia segue la giovane Cameron Post, una ragazzina del Montana che prende consapevolezza della propria omosessualità e viene mandata per questo in terapia di conversione dai parenti conservatori.
Secondo l'autrice, il romanzo è influenzato dal caso Zach Stark del 2005 ed è ambientato negli Anni Novanta nella città natale della Danforth, Miles City (Montana).

## Trama
La storia ha inizio nell'estate del 1989 a Miles City, nel Montana, quando la protagonista e narratrice Cameron Post ha dodici anni. La ragazzina sviluppa un'attrazione romantica per la sua migliore amica Irene Klauson, ma nello stesso periodo i suoi genitori muoiono in un incidente d'auto durante il loro viaggio annuale a Quake Lake. Ruth, la fervente religiosa zia di Cameron, va a vivere con lei e sua nonna, mentre la ragazza cerca di far fronte al suo dolore noleggiando film in VHS, sistemando la sua vecchia casa delle bambole e allontanandosi da Irene. Quest'ultima poco dopo va in collegio in seguito all'improvviso arricchimento della sua famiglia per il ritrovamento di un fossile sulla loro proprietà. Su richiesta di Ruth, Cameron inizia a frequentare una nuova chiesa e un'associazione giovanile a essa correlata chiamata Firepower.
L'estate prima di iniziare il liceo Cameron conosce e diventa amica intima di Lindsey Lloyd, che si trova a Miles City per trascorrere con il padre le vacanze estive. Lindsey è lesbica e racconta a Cameron le sue esperienze di queer a Seattle, dove vive per il resto dell'anno con la madre. Cameron e Lindsey intrecciano una relazione e rimangono in contatto quando la seconda torna a Seattle alla fine dell'estate.
Cameron stringe amicizia con la sua compagna di biologia Coley Taylor e si innamora di lei, nonostante sia già fidanzata con un ragazzo di nome Brett. Al ballo di fine anno Cameron si fa accompagnare da Jamie, il suo migliore amico. Quest'ultimo si accorge della sua attrazione per Coley ma, pensando che Cameron sia solo confusa, la bacia. In seguito i due iniziano a frequentarsi, sebbene Cameron non sia davvero interessata a lui in senso amoroso.
Cameron e Jamie si lasciano dopo un litigio in quanto Jamie ha fatto amicizia con un'altra ragazza. Successivamente Cameron si bacia con Coley, generando confusione in quest'ultima. D'estate Brett parte per un campus di calcio e Cameron e Coley iniziano a lavorare insieme e a trovarsi di nascosto dopo essere state al cinema per baciarsi. Il reverendo Rick Roneous, a capo di una scuola che si occupa di "convertire" le persone gay chiamata Promessa di Dio, fa visita a una riunione di Firepower mettendo a disagio le due ragazze.
Tempo dopo, Coley si trasferisce a Miles City in un appartamento. Una sera lei e Cameron si ubriacano e hanno un rapporto sessuale ma vengono interrotte dal fratello di Coley e dai suoi amici. Il giorno dopo Coley non si presenta al lavoro e Cameron, scossa per la sera prima, si bacia con un collega. Quando torna a casa scopre che Coley ha confessato quanto accaduto a Ruth, la quale manda la nipote presso la scuola del reverendo Roneous.
Alla Promessa di Dio, Cameron conosce Jane Fonda, Adam (un lakota non binario) e la sua compagna di stanza Erin. Seguendo la terapia prevista, ha degli incontri individuali con il reverendo Rick e la dottoressa Lydia March. Soddisfatto per i progressi della ragazza, Roneous le permette di decorare la sua stanza come preferisce e di ricevere posta. Cameron resta sconvolta leggendo una lettera di Coley, nella quale esprime vergogna per la loro relazione.
Cameron torna a casa per Natale e partecipa al matrimonio della zia, rifiutandosi però di farle da damigella d'onore. Alla Promessa di Dio Mark Turner, un compagno di Cameron, ha un crollo durante una sessione di gruppo mentre parla di come suo padre non lo accetti per quello che è; quella notte si mutila gravemente tagliandosi i genitali con un rasoio e versandosi candeggina sulle ferite. Rick porta Mark in ospedale ma non dice a nessuno che si è trattato di un tentato suicidio. Le autorità indagano sulla scuola e Cameron dice loro che l'intento dell'istituto è portare i ragazzini a odiare loro stessi e imporsi un cambiamento impossibile, ma la Promessa di Dio non viene chiusa. Cameron, Jane e Adam progettano quindi di andarsene; scappano dopo aver finto di andare a fare un'escursione e raggiungono Quake Lake, dove Cameron riesce a fare pace con la morte dei suoi genitori.

## Accoglienza
La diseducazione di Cameron Post ha ricevuto un'accoglienza positiva. Susan Carpenter del Los Angeles Times e la scrittrice Malinda Lo hanno lodato lo stile della Danforth, mentre lo School Library Journal ha elogiato la scrittura, criticando invece il ritmo e la lunghezza del romanzo.

## Adattamento cinematografico
Il 18 novembre 2016 è stato annunciato che Chloë Grace Moretz avrebbe interpretato Cameron Post in un adattamento cinematografico del romanzo. Il film è diretto e scritto da Desiree Akhavan con Cecilia Frugiuele; tra gli altri interpreti ci sono Jennifer Ehle, John Gallagher Jr., Forrest Goodluck, Sasha Lane, Melanie Ehlrich e Quinn Shephard.
Il film è stato proiettato per la prima volta il 22 gennaio 2018 al Sundance Film Festival, dove ha vinto il Grand Jury Prizes, il più alto riconoscimento del festival.

## Audiolibro
- La diseducazione di Cameron Post, Letto da Linda Caridi, Mondadori Libri S.p.A., 11/03/2020.